# Maurice Allais
Maurice Allais (Paris, 31 de maio de 1911 — Saint-Cloud, 9 de outubro de 2010) foi um físico e economista francês.
Maurice Allais fez um percurso como economista e professor universitário, tendo-se dedicado à teoria da decisão e à política monetária, entre outras áreas, e sido autor de mais de uma centena de livros.
Foi laureado com o Prémio de Ciências Económicas em Memória de Alfred Nobel de 1988.
Allais contribuiu para a compreensão do comportamento do mercado e da utilização eficiente de recursos. Também mostrou que as suas ideias podiam ser utilizadas para a definição de preços eficientes nos monopólios do Estado, que eram numerosos em França. A obra de Allais seguiu a par de obras similares da autoria dos economistas ingleses: Sir John Hicks e Paul Samuelson. Allais ajudou ainda à reabilitação da teoria quantitativa da moeda (o monetarismo). No campo da utilidade, Allais identificou e solucionou um paradoxo sobre o comportamento das pessoas confrontadas com a necessidade de escolherem entre vários riscos - o chamado "paradoxo de Allais".

## Física
Na década de 1950, Allais trabalhou com Física Experimental e conceituou o denominado "Efeito Allais" durante um eclipse solar. Envolvido com pêndulos e leis da gravitação, Allais ganhou o Galabert Prize da Sociedade Francesa de Astronáutica (SFA), criada em 1955.

### O efeito Allais
É o alegado comportamento anômalo de pêndulos ou gravímetros que às vezes é supostamente observado durante um eclipse solar. O efeito foi relatado pela primeira vez como uma precessão anômala do plano de oscilação de um pêndulo de Foucault durante o eclipse solar de 30 de junho de 1954 por Maurice Allais. Allais relatou outra observação do efeito durante o eclipse solar de 2 de outubro de 1959 usando opêndulo paracônico que ele inventou. A veracidade do efeito Allais permanece controversa entre a comunidade científica, já que seus testes frequentemente se deparam com resultados inconsistentes ou ambíguos ao longo de mais de cinco décadas de observação.

## Obras
- «Les Lignes directrices de mon œuvre, Conférence Nobel prononcée devant l'Académie royale des Sciences de Suède» (PDF). 1988 ;
- À la recherche d'une discipline économique (1943);
- Économie pure et rendement social (1945);
- Abondance ou misère (1946);
- Économie et intérêt, (1947);
- La Gestion des houillères nationalisées et la théorie économique (1949);
- Maurice Allais (1953). «Le Comportement de l'homme rationnel devant le risque : critique des postulats et axiomes de l'école américaine». Econometrica. 21. pp. 503–546;
- Les Fondements comptables de la macro-économique (1954);
- L'Europe unie, route de la prospérité (1959);
- Le Tiers monde au carrefour (1961);
- L'Algérie d'Evian (1962);[4]
- The Role of Capital in Economic Development (Rôle du capital dans le développement économique) (1963);
- Reformulation de la théorie quantitative de la monnaie (1965);
- Growth Without Inflation (Croissance sans inflation) (1967);
- La Libéralisation des relations économiques internationales - Accords commerciaux ou intégration économique (1970);
- L'Inflation française et la croissance - Mythologies et réalité (1974);
- L'Impôt sur le capital et la réforme monétaire (1976);
- La Théorie générale des surplus (1978);
- Les Conditions monétaires d'une économie de marchés (1987);
- Autoportrait (1989);
- Pour l'indexation (1990);
- Les Bouleversements à l’Est. Que faire? (1990);
- La Théorie générale des surplus et l'économie de marchés" (1990 - trois mémoires de 1967, 1971, 1988);
- Contributions à la théorie générale de l'efficacité maximale et des surplus (1990 - quatre mémoires de 1964,1965,1973 et 1975);
- Pour la réforme de la fiscalité[5] (1990);
- L'Europe face à son avenir. Que faire? (1991);
- Erreurs et impasses de la construction européenne (1992);
- Combats pour l'Europe.1992-1994 (1994);
- La Crise mondiale aujourd'hui (Clément Juglar, 1999);
- Nouveaux combats pour l'Europe. 1995-2002 (2002);
- L'Europe en crise. Que faire? (2005);
- La Mondialisation, la destruction des emplois et de la croissance, l'évidence empirique (Ed. Clément Juglar, 2007 - ISBN 978-2-908735-12-3);
- Lettre aux Français - CONTRE LES TABOUS INDISCUTÉS (Marianne n°659, 5 décembre 2009).